# Lepraliella prolifica
Lepraliella prolifica är en mossdjursart som beskrevs av Canu och Bassler 1927. Lepraliella prolifica ingår i släktet Lepraliella och familjen Lepraliellidae. Inga underarter finns listade i Catalogue of Life.